# Saint-Arnoult (Senna Marittima)
Saint-Arnoult è un comune francese di 1 369 abitanti situato nel dipartimento della Senna Marittima nella regione della Normandia.

## Società

### Evoluzione demografica
Abitanti censiti